# 돈암서원 책판
돈암서원 책판은 대한민국 충청남도 논산시 연산면에 있는 문화재이다. 1976년 1월 8일 논산시의 향토문화유산 제9호로 지정되었다.

## 개요
돈암서원에 보존되어 있는 책판으로 사계, 신독재 양 선생이 돌아가신 후 제자들이 선생의 가르침을 책자로 보존해 나가고자 만든 것이다.

## 같이 보기
- 돈암서원